# 馬來亞銀行
馬來亞銀行有限公司（Maybank，全名為Malayan Banking Berhad）總部位於馬來西亞吉隆坡，屬於馬來西亞最大的商業銀行。馬來亞銀行成立於1960年5月，是一個經營商業銀行、投資銀行、保險、證券、資產管理、信託、伊斯蘭銀行等業務板塊的綜合性金融集團，集團總部位於馬來西亞首都吉隆坡，是馬來西亞最大的銀行，也是馬來西亞證券交易所最大的上市公司。
目前，馬來亞銀行在全球18個國家和地區設有超過2,600家分支機構，分佈於東盟十國、倫敦、紐約、香港、上海和新加坡5個金融中心。全球員工總數超過4.2萬人，服務2,200萬個客戶。 截至2019年12月31日，馬來亞銀行集團實現稅前利潤26.2億美元，以及總資產2,038億美元。

## 历史沿革
马来亚银行由新加坡商人丹斯里邱德拔（Tan Sri Khoo Teck Puat，2004年逝世）与黄仲义（Oei Tjong Ie）创办。 1994年至2008年3月，丹斯里阿米尔沙姆·阿都阿兹（Tan Sri Amirsham Abdul Aziz）担任银行总裁兼首席执行官，随后被任命为首相署部长，负责经济策划单位，直至2009年4月。 2008年5月至2013年6月，丹斯里阿都瓦希·奥马尔（Tan Sri Abdul Wahid Omar）接任总裁职务。2022年5月1日，拿督凯鲁萨烈·南利（Dato' Khairussaleh Ramli）出任集团总裁兼首席执行官。

## 外部連結
- 馬來亞銀行 （页面存档备份，存于）